# Odontolochus spinicollis
Odontolochus spinicollis är en skalbaggsart som beskrevs av Edgar von Harold 1871. Odontolochus spinicollis ingår i släktet Odontolochus och familjen Aphodiidae. Inga underarter finns listade i Catalogue of Life.